# دوروثي كوزاك
دوروثي كوزاك هي عداءة سريعة كندية، ولدت في 17 أبريل 1932 في كالغاري في كندا، وتوفيت في 14 يونيو 2009 في مانيتوبا في كندا.

## وصلات خارجية
- دوروثي كوزاك على موقع أوليمبيديا (الإنجليزية)
- دوروثي كوزاك على موقع اتحاد ألعاب الكومنولث (مؤرشف) (الإنجليزية)